# Tombeau des géants de Coddu Vecchiu
Le tombeau des géants de Coddu Vecchiu est un site archéologique de la culture nuragique de la catégorie des Tombe des géants dans la commune d'Arzachena, et la province de Sassari, situé près du nuraghe La Prisgiona. Il est considéré comme faisant partie de l'ensemble plus large des tombes des géants de Arzachena, qui fait partie des 31 sites sardes qui sont candidats pour entrer dans la liste du patrimoine mondial de l'UNESCO, présentés et sélectionnés par la Fondation Barumini, l'association La Sardaigne vers l'UNESCO et  la Région Sarde.

## Construction
Le tombeau, réalisé en granit local, a été construit en trois phases :
- d'abord au Chalcolithique ( culture de Monte Claro ) lorsque fut construit le dolmen à couloir original d'environ 10 m de long
- la deuxième à l'âge du bronze antique, qui voit renaître la culture Bonnanaro.
- la troisième, qui remonte, elle au milieu de l'ère nuragique, a vu l'élévation des stèles et l'ajout de l'exèdre, au cours de l'âge du bronze moyen.

## Localisation
La Tombe des géants est située à proximité du Nuraghe La Prisgiona.

## Description
Le Tombeau des géants de Coddu Vecchiu, se caractérise par une façade composées de hautes et grandes pierres, ou monolithes, fichées en terre, au milieu de laquelle se trouve une grande dalle à fronton sculpté, dans laquelle est percé en bas un orifice modeste, qui est aussi une entrée.

## Galerie d'images

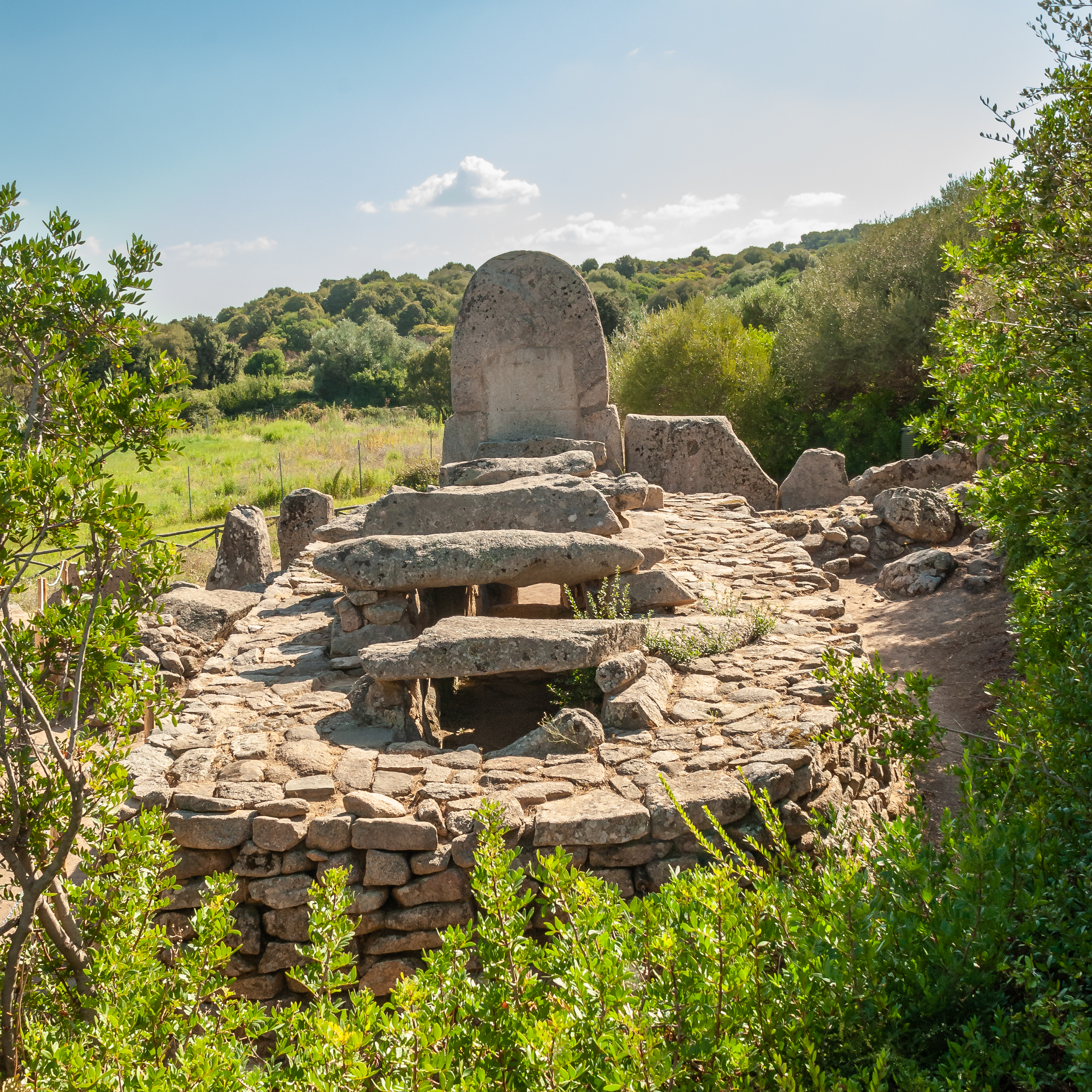
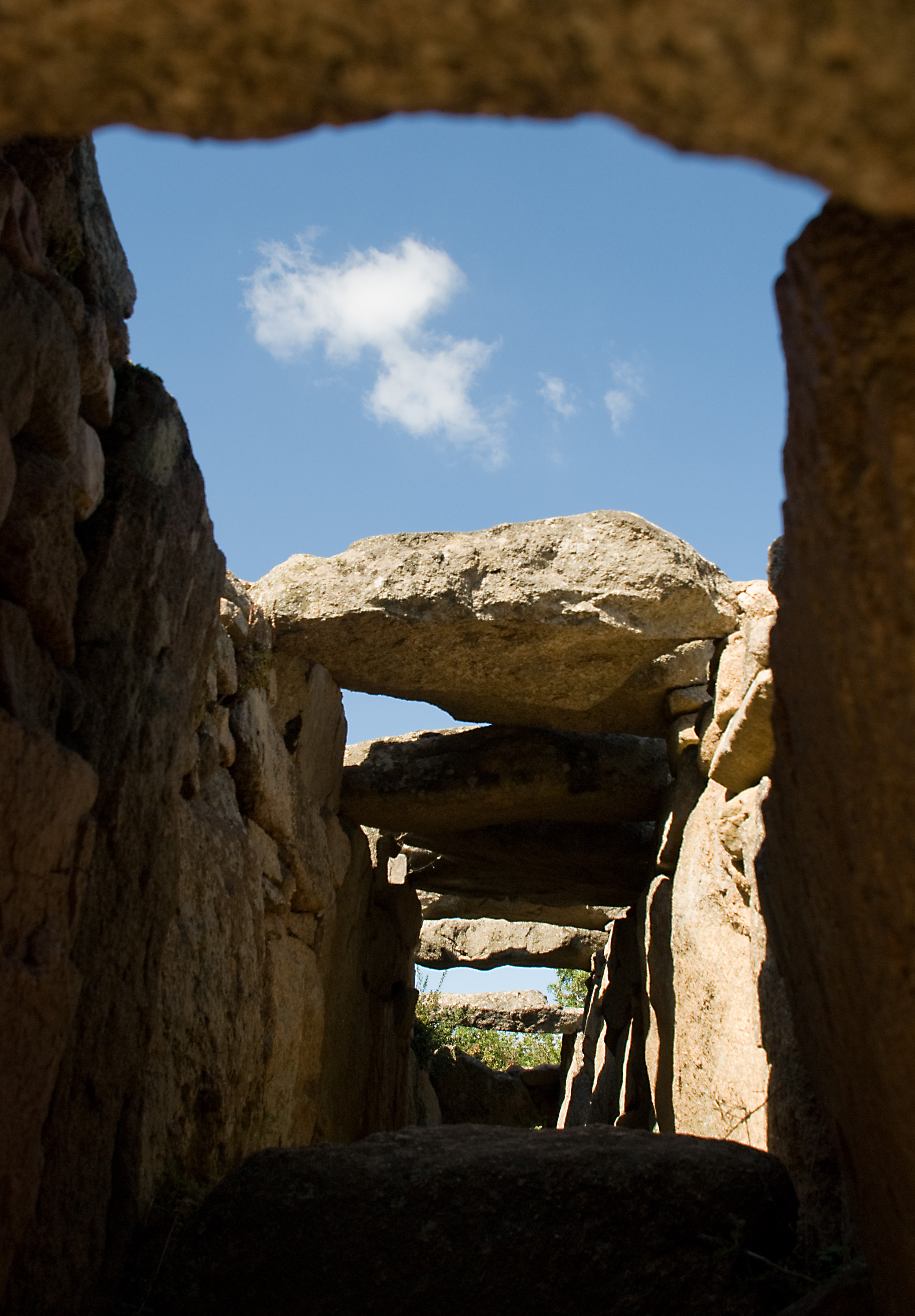
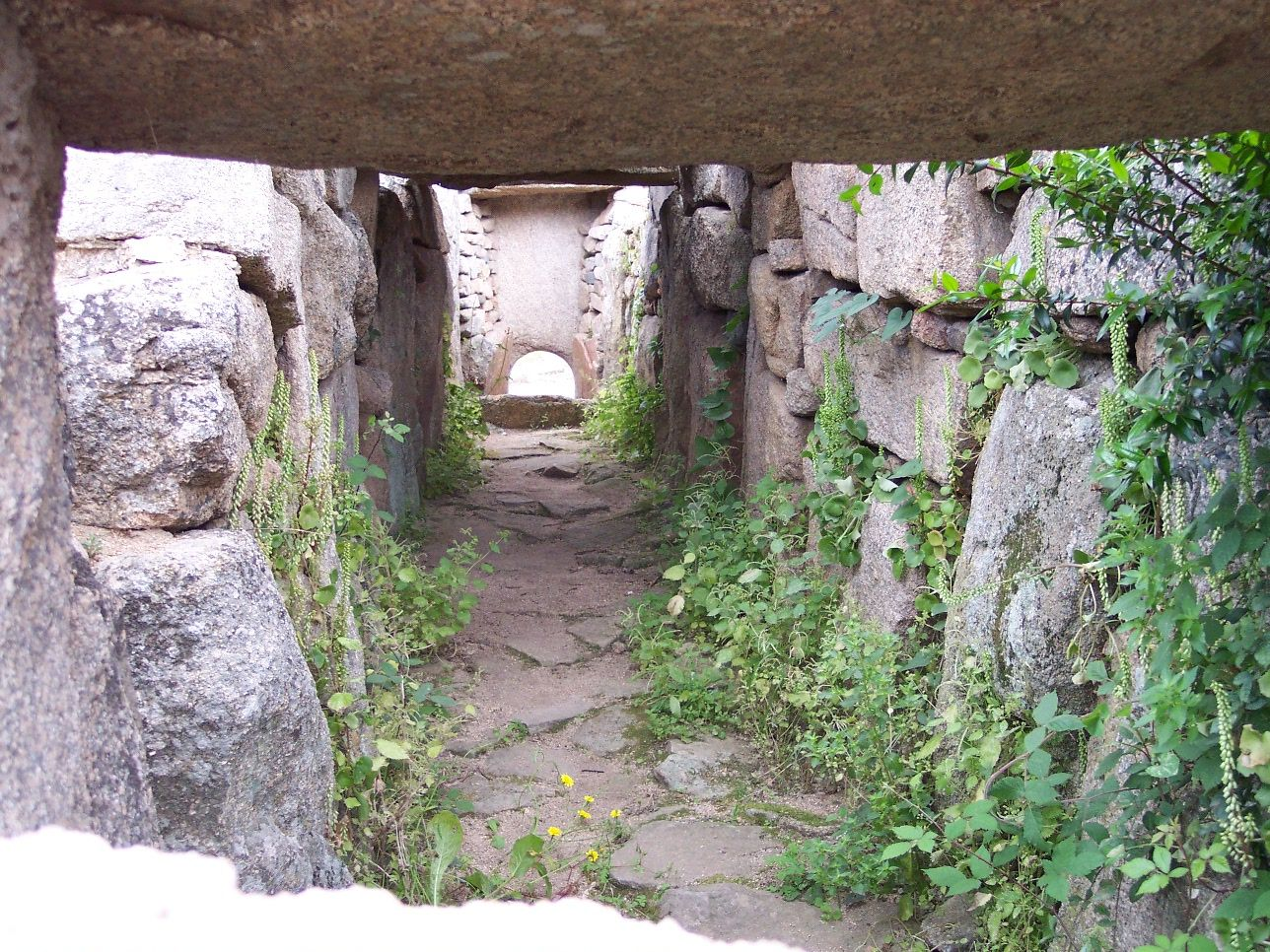